# Mehmet Sak
Mehmet Sak (sinh 4 tháng 4 năm 1990) là một cầu thủ bóng đá Thổ Nhĩ Kỳ thi đấu ở vị trí tiền vệ cho MKE Ankaragücü tại TFF First League. Là cư dân của İzmir, Sak bắt đầu sự nghiệp ở câu lạc bộ địa phương Altay năm 2006. Anh chuyển đến Bursaspor vào tháng 1 năm 2011.
Ngày 11 tháng 8 năm 2012, anh gia nhập Samsunspor theo dạng cho mượn dài hạn.